# Scheepvaartrechten

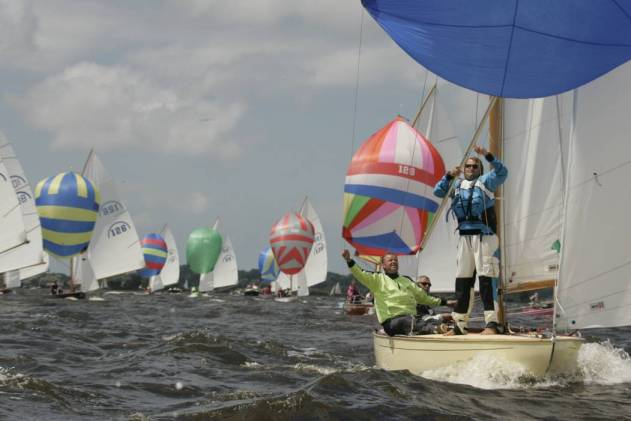

Scheepvaartrechten betreft het betalen van een vergoeding aan de overheid voor het gebruik van het binnenwater, zoals kanalen, havens, water, kaden, sluizen, bruggen, kranen, dokken etc.  Bijvoorbeeld bruggeld, kanaalgeld, havengeld of kadegeld.

## België
Met de Belgische scheepvaartrechten betalen schippers van alle schepen voor het gebruik van de Belgische vaarwegen. Scheepvaartrechten zijn verschuldigd op alle waterwegen onder beheer van het Vlaams Gewest, met uitzondering van die welke aan het getij onderhevig zijn, alsmede van de niet aan het getij onderhevige welke bij het desbetreffende bijzonder reglement van rechten zijn vrijgesteld. Voor elke reis op hun waterwegen zal de schipper zich slechts eenmaal op de eerste controlepost van de reis dienen aan te melden om een vaarvergunning te bekomen. De rechten moeten ook bij zo'n ontvangkantoor worden afgedragen.
Echter, vanaf 4 mei 2011 hebben nv De Scheepvaart (DS) en Waterwegen en Zeekanaal NV (W&Z) een nieuwe webapplicatie voor de beroepsscheepvaart en de passagiersvaart in gebruik genomen. De schippers die geregeld op de waterwegen beheerd door DS en W&Z varen kunnen zich via het Binnenvaart Informatie en Communicatie Systeem ook elektronisch aanmelden. Na de elektronische aanmelding zal de schipper per e-mail de vaarvergunning ontvangen en zullen de verschuldigde scheepvaartrechten maandelijks worden gefactureerd.
De scheepvaartrechten in Wallonië zijn in 2006 afgeschaft.

### Schelde
De Admiraliteit van Zeeland stelde na de Val van Antwerpen in 1585 tol in voor het scheepvaartverkeer vanuit die stad. Dat werd vanaf 1796 weer afgeschaft bij de Franse overheersing. In 1830 en in 1831 was de Schelde een aantal malen afgesloten als gevolg van de scheiding van België van het Verenigd Koninkrijk der Nederlanden. In het Scheldetractaat, een verdrag tussen  België en Nederland van 20 mei 1843 (Stb. 1843, No. 45) werd een vrije doorvaart geregeld vanuit de zee naar Antwerpen, Gent en omgekeerd, mits er weer tol werd betaald. Die werd overigens terugbetaald door de Belgische overheid.
Er werd tussen de regeringen van beide landen onderhandeld en men sloot 12 mei 1863 een verdrag, waarbij de Nederlandse staat beloofde om voor eeuwig geen scheepvaartrechten op de Schelde meer te innen, mits een afkoopsom van 17.141.640 gulden werd betaald. Het werd gevierd op 1 en 2 augustus 1863 en het in Antwerpen gebouwde klipperfregat Marnix van Sinte-Aldegonde voer op 1 augustus 1863 als eerste schip tolvrij de Schelde uit. Twintig jaar later vierde men de vrijheid van tol met het plaatsen van een standbeeld, naar ontwerp van architect Winders, op het Marnixplein in Antwerpen. In de praktijk betaalde België ongeveer maar een derde. De rest werd voornamelijk betaald door Groot-Brittannië en 24 andere landen en vrijsteden.

## Nederland
Het betalen van scheepvaartrechten in Nederland is gebaseerd op de Gemeentewet, artikel 229, eerste lid, aanhef en onderdelen a en b. De inning geschiedt op basis van gemeentelijke verordeningen. Een voorbeeld van dergelijke rechten waren de Gouwerechten, die schippers moesten betalen voor het varen op de Gouwe.

### Vaarbelasting
De vaarbelasting zou als bestemmingsheffing een Nederlands scheepvaartrecht moeten worden. Het voornaamste kenmerk van deze Nederlandse variant is, dat deze alleen als onderwerp van discussie om de paar jaar onder verschillende benamingen steeds weer opduikt en dan na onderzoek naar de mogelijke invoering wegens niet-haalbaarheid toch weer van de parlementaire agenda wordt afgevoerd. Er is sprake van een Heintje Davidseffect. De watersport heeft zich altijd fel verzet tegen een extra belasting op plezierboten.
Een van de redenen waarom de invoering steeds wordt afgeblazen, is het feit dat er geen registratie van plezierboten en recreatief gebruikte schepen is. Er zijn slechts enkele registers, zoals het kadaster en het IVR SchepenInformatieSysteem ISIS (in de wandeling het Rijnvaartregister genoemd). Sinds 30 december 2018 zijn ook alle schepen van 20 meter en langer (en ook die met een blokvolume van 100 m3 en meer) bekend bij de overheid, via het sindsdien verplichte Communautair Binnenvaartcertificaat voor Binnenschepen of het Certificaat van Onderzoek voor de schepen die op de Rijn varen. Ook is er een registratie voor snelle motorboten. Daarmee kwam toch een deel van de vloot - de varende grote schepen en de snelle motorboten - in beeld.
Als er een mogelijkheid zou zijn om vaartuigen te identificeren, kon de waarde van zo'n schip als zijnde vermogen worden gebruikt in box 3 van de inkomstenbelasting.

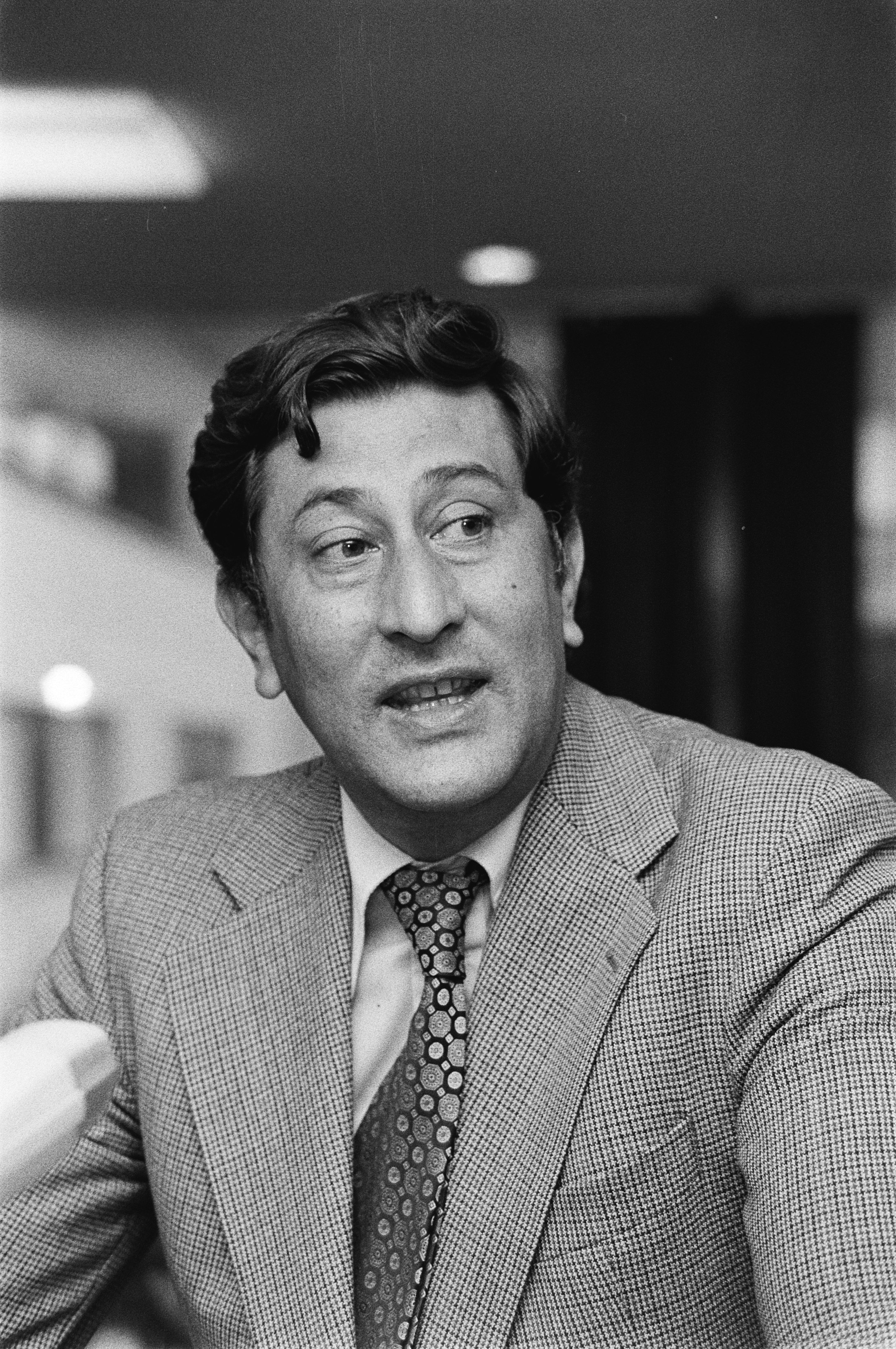
Gerard Wallis de Vries

#### 1978
Staatssecretaris Wallis de Vries van Cultuur, Recreatie en Maatschappelijk Werk rept van deze belasting in zijn openingstoespraak op 28 november 1978 op de ANWB Studiedag. Er komt echter niets van terecht, alleen af en toe wordt er in de volgende jaren nog iets over opgemerkt. Meestal in vergelijking met de wegenbelasting. De gebruikelijke vraag is dan, waarom een automobilist moet betalen voor het gebruik van de weg en de gebruiker van de vaarweg dat gratis mag doen. Zelden wordt daarbij verwezen naar het feit dat er in de grote recreatiegebieden vaak wel degelijk brug- en sluisgeld wordt geheven. En het feit dat de vaarwegen een belangrijke rol spelen in de waterhuishouding, die al via de waterschapsheffingen wordt betaald.

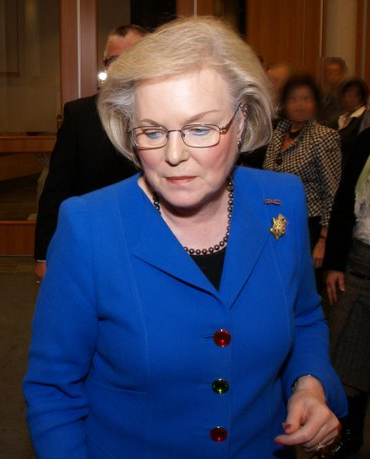
Hanja Maij-Weggen

#### 1993
Minister Hanja Maij-Weggen dacht al 93 miljoen gulden binnen te halen met het invoeren van een vaarbelasting. Maar omdat dat toch weer niet doorging (de Raad van State wees het oorspronkelijke wetsvoorstel af) moest de recreatievaart toch bloeden. Die mocht geen gebruik meer maken van laagbelaste (rode) diesel. Dat leverde 17 miljoen gulden op. Uitgezonderd was het gebruik door varende monumenten, die met een "blauwe pas" konden aantonen te zijn ingeschreven in het  Nationaal Register Varende Monumenten van de Federatie Oud Nederlandse Vaartuigen. Voor die schepen eindigde dat gebruik per 1 januari 2013.

#### 1998
In het regeerakkoord 1998 was de opdracht opgenomen te komen tot een vaarbelasting in de vorm van een nieuwe rijksbelasting. Het was voor de Federatie Oud Nederlandse Vaartuigen de aanleiding tot het oprichten van het Nationaal Register Varende Monumenten. Later het Register Varend Erfgoed Nederland van de Federatie Varend Erfgoed Nederland.

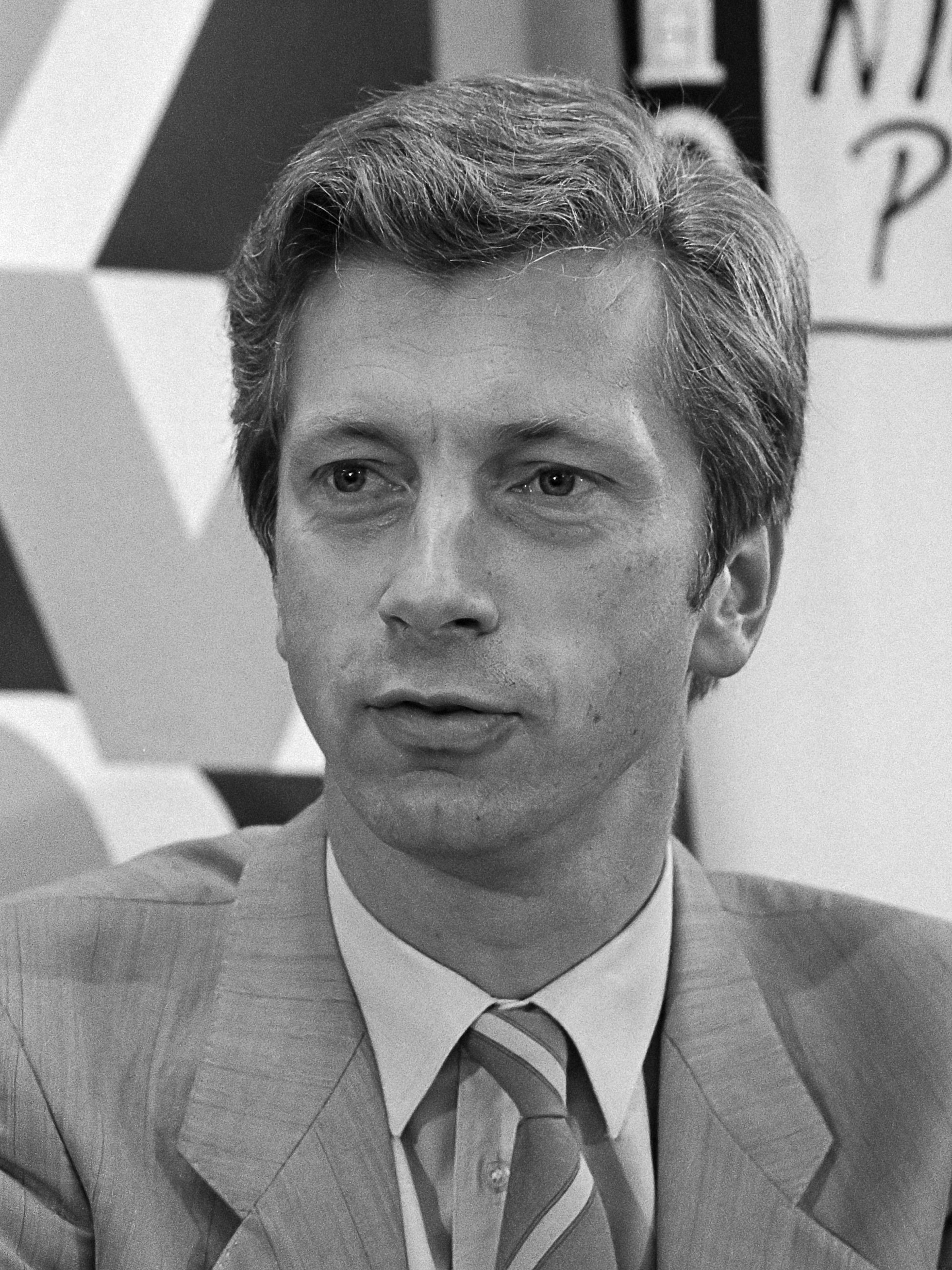
Jan Kamminga

#### 1999
Op 2 februari 1999 werd een Werkgroep Vaarbelasting ingesteld onder leiding van Commissaris van de Koningin in Gelderland Jan Kamminga, die als taak kreeg om te onderzoeken:
- wat is de beste vorm waarin een in te voeren vaarbelasting zou kunnen worden gegoten, of de te ontwikkelen vaarbelasting goed inpasbaar was in het fiscale stelsel;
- de grondslag en de doelgroep;
- de mogelijkheid tot realisering van een jaarlijkse netto opbrengst van 80 miljoen gulden;
- de invoering van de belasting in 2000;
- de uitvoeringstechnische aspecten en handhaafbaarheid;
- Europese aspecten;
- de mogelijke bijdragen aan de aanvaardbaarheid van deze belastingwetgeving.

De commissie-Kamminga bracht in november 1999 rapport uit, met als voornaamste conclusie dat deze belasting voor de beroepsbinnenvaart in strijd was met de Akte van Mannheim en het Scheldetractaat van 1843, welke bepalen dat de beroepsvaart op geen enkele wijze mag worden belemmerd in een vrij gebruik van de grote rivieren en haar zijarmen.
Ook twee wetsvoorstellen sneuvelden voortijdig na negatief advies van de Raad van State over de handhaafbaarheid. Voor een algemene rijksbelasting was sprake van een onevenwichtige rechtsgrondslag, wanneer deze beperkt zou blijven tot de pleziervaart.

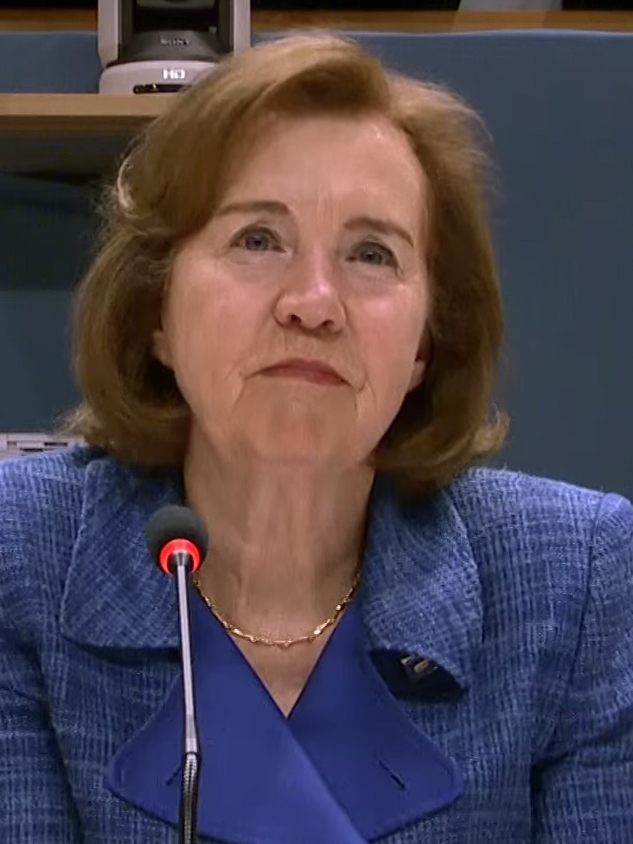
Tineke Netelenbos

#### 2002
Bij het Belastingplan 2002 laat de regering de vaarbelasting weer varen. Dat de beroepsvaart door Europese verdragen als in 1999 was onderzocht wordt beschermd, is een argument om niets te doen. Er kan ook geen verschil worden gemaakt tussen beroeps- en recreatievaart, omdat deze scheepvaartregelgeving alleen een verschil tussen grote en kleine schepen kent.

#### 2004

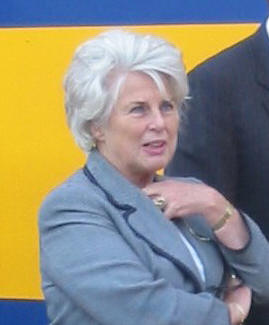
Karla Peijs

Er wordt in oktober 2004 echter een advies uitgebracht: Vergroening van het decentrale belastingstelsel. Daarin wordt gesteld dat de provincie, als beheerder van vaarwegen en bestuurlijke initiatiefnemer op dit beleidsterrein, door middel van een regulerende vaarbelasting binnen het totale beleidspakket een extra prikkel kan geven tot consolidatie van de groei in kwetsbare vaargebieden. Een mogelijkheid wordt gevormd door een watersportbijdrage - bijvoorbeeld in sticker- of vignetvorm - die onder verantwoordelijkheid valt van het Ministerie van Landbouw, Natuur en Voedselkwaliteit. Binnen een op te zetten inningstructuur zouden de gemeenten en provincies dan een rol kunnen spelen.
In dit jaar zegt de minister van Verkeer en Waterstaat Karla Peijs in antwoord op kamervragen: "In het kader van het recreatiebeleid zal het Ministerie van LNV bezien wat de mogelijkheden zijn voor een watersportbijdrage in overleg met Verkeer en Waterstaat."

#### 2005
In dat jaar werd een onderzoek ingesteld naar het draagvlak onder beherende instanties om brug- en sluisgelden, doorvaartheffingen en vaarvergunningen op te
heffen. Dit om de weg vrij te maken voor een watersportbelasting in de vorm van een watersportbijdrage. Uit de reacties van de beherende instanties werd opgemaakt dat
het vrijwillig beëindigen van deze heffingen toch niet haalbaar werd geacht.

#### 2008

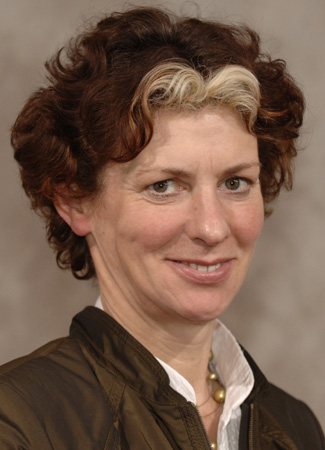
Gerda Verburg

In antwoord op Kamervragen antwoordt Minister Verburg van Landbouw, Natuur en Voedselkwaliteit dat een eventueel in te voeren watersportbijdrage ten goede moet komen aan de mogelijkheden voor de recreatieve toervaart in Nederland. De staatssecretaris van Financiën, mede namens de minister van Volkshuisvesting, Ruimtelijke
Ordening en Milieubeheer, heeft toegezegd dat de werking van de op 1 juli 2008 ingevoerde vliegbelasting zou worden geëvalueerd wanneer daarmee voldoende ervaring is opgedaan. Die belasting werd al na een jaar weer afgeschaft.
17 september 2008 wordt in de tegenbegroting voor 2009 van D66 een vaarbelasting op recreatievaartuigen van 0,1 mld euro voorgesteld.

#### 2009
Vanaf 1 januari 2009 kon een aanvraag voor subsidie voor de aanschaf van een Automatic Identification System worden ingediend door een binnenvaartonderneming en, indien het een aanvraag voor een binnenschip met een lengte van 20 meter of meer betreft dat niet voor bedrijfsmatig vervoer werd gebruikt, door een natuurlijk persoon die eigenaar was van het betreffende binnenschip. Een van de eisen was, dat het schip in de jaren daarvóór door Nederland of België had gevaren. Hoewel deze regeling veel schepen van 20 meter en langer in beeld bracht, bleef daarbij ook het voor de wal liggende deel van de vloot (zoals de niet-varende woonschepen) buiten de registratie.
Minister Verburg stelde toch weer een Taskforce Versterking Recreatietoervaart in, onder leiding van de heer Gabor, voormalig staatssecretaris van LNV. Deze taskforce onderzocht of het mogelijk was om watersporters te laten bijdragen aan de verbetering van de voorzieningen voor de recreatietoervaart. Uitgangspunt daarbij was het rapport van de Werkgroep Vaarbelasting (Commissie Kamminga november 1999) en de Agenda Vitaal Platteland van het ministerie van LNV.
Het basistoervaartnet - de belangrijkste verbindings- en ontsluitingswateren voor toervaart in Nederland - is circa 4400 kilometer lang. Op ongeveer 150 plaatsen zijn nog knelpunten ten aanzien van diepgang, doorvaarthoogte, bediening van sluizen en bruggen, veiligheid, capaciteit en ontbrekende schakels.. De watersportbijdrage zou dan moeten worden ingezet om:
- deze knelpunten in het basistoervaartnet op te lossen;
- de milieubelasting door de watersport te verminderen;
- het aantal aanlegplaatsen en uitstapplaatsen te vergroten;
- het aantal plaatsen waar brug of sluisgeld wordt geheven terug te dringen.

De taskforce werd gevraagd om daarbij in ieder geval aandacht te besteden aan:
- duidelijkheid over hoeveel geld voor welke maatregel nodig is;
- de concrete invoering: de juridische grondslag, maar ook eenvoudige inning en controle van de heffing;
- de bijdrage moet passen in bestaande en te verwachten internationale regels.

De Taskforce bracht rapport uit en wijst het invoeren van een vaartuigbelasting af. Maar adviseert in plaats daarvan tot het instellen van een stimuleringsfonds (Blauwfonds) uitsluitend voor de recreatietoervaart. Het Blauwfonds zou dan een kwaliteitsimpuls voor de watersport moeten worden vanwege:
- de opheffing van de knelpunten in het toervaartnet;
- het stimuleren van de kleine waterrecreatie;
- het bevorderen van de veilige vaart;
- het treffen van milieumaatregelen.

Van de circa 510.000 pleziervaartuigen zouden 300.000 vaartuigen moeten bijdragen aan het Blauwfonds, uitgezonderd de 210.000 overwegend kleinere vaartuigen. De betrokken organisaties zouden dan de zeggenschap moeten krijgen over het Blauwfonds. Het Blauwfonds zou dan een wettelijk kader met verantwoordingsplicht aan de minister van LNV moeten krijgen. De ANWB blijkt voorstander, met kanttekeningen.
Kamerlid Charlie Aptroot heeft op 3 februari 2009 de staatssecretaris van Verkeer en Waterstaat Tineke Huizinga om duidelijkheid gevraagd en stelde dat de VVD tegen deze nieuwe belasting op boten en bootjes was. De staatssecretaris vond "dat de oplossing zoals voorgesteld door de commissie niet de juiste is". Waarop Aptroot concludeerde dat de Nederlander gewoon kon blijven genieten van zijn boot.
Na 2009 wordt van het Blauwfonds tot 2014 niets meer vernomen.

#### 2010

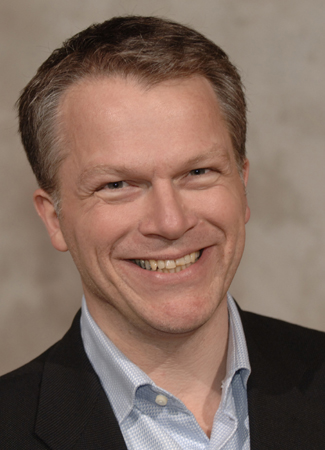
Wouter Bos

In de Memorie van antwoord - Wijziging van enkele belastingwetten en enige andere wetten (Belastingplan 2010) zegt minister Wouter Bos van Financiën in de Eerste Kamer der Staten-Generaal: "Over de watersportbijdrage wil ik het volgende kwijt. Onlangs is gebleken dat de watersportsector grote moeite heeft met het advies van de door de minister van Landbouw, Natuur en Voedselkwaliteit ingestelde Taskforce. Hierdoor heeft de minister besloten het advies niet over te nemen. Het is nu aan de sector om met een voorstel te komen voor een vorm van een eigen bijdrage. Overigens gaat het in het rapport van de Taskforce om een bijdrage (heffing) en niet om een belasting. Het instellen van een dergelijke heffing behoort dan ook niet tot mijn beleidsterrein. Het idee voor een bijdrageregeling voor watersporters is overigens niet nieuw. De door de voormalig staatssecretaris van Financiën in 1999 ingestelde werkgroep Vaarbelasting (Commissie Kamminga) heeft al eens geconstateerd dat een vaarbelasting voor recreatievaartuigen niet wenselijk zou zijn."

#### 2012
PvdA, Groen Links en SGP hebben de vaarbelasting laten doorrekenen door het CPB, zonder dat de belasting staat vermeld in het verkiezingsprogramma van de partijen. Het planbureau rekende wel de opbrengsten uit, maar niet wat de directe gevolgen van de invoering zijn.

#### 2014
Het Watersportverbond (van de watersporters zelf) is dan inmiddels buiten de HISWA en SRN om haar eigen koers gaan varen. De HISWA geeft blijk van andere belangen. Bij de opening van de HISWA in 2014 zegt Peter Brussel, officieel sinds december 2013 voorzitter van de HISWA-vereniging, de brancheorganisatie van watersportondernemers:
“Tenslotte, wij zijn onder voorwaarden voorstander van een private bijdrageregeling waterrecreatie, zodat vanuit een door de sector te beheren Blauwfonds cofinanciering richting de toekomst mogelijk is. Zowel voor onder andere kwaliteitsimpulsen voor de toervaartwegen als in het kader van veiligheid- en duurzaamheidszaken. Het realiseren van een identificatie en registratiesysteem voor pleziervaartuigen kan daarbij meerdere doelen dienen. Niet alleen de industrie, maar ook handhavende instanties zoals ILT, KLPD en douane hebben daar baat bij. Het kan bovendien een hulp zijn bij een betere ongevallen registratie waarover we als sector in SRN-verband nu met u in gesprek zijn.”

#### 2017
Trouw en Het Financieele Dagblad rapporteerden eind 2017 over het aanschaffen van luxe jachten door criminelen, die daarmee soms geld witwassen. Het kadaster zag daarin aanleiding om te pleiten voor volledige registratie voor alle schepen.

#### 2018
De HISWA Vereniging sloot zich 2 juli 2018 daarbij aan met een position paper: Identificatie & Registratie van pleziervaartuigen. De vereniging noemt daarbij vele doelen, o.a. voor de Belastingdienst, maar gaat daarin voorbij aan een vaarbelasting.

#### 2020
In 2020 herhaalde de Hiswa het pleidooi voor een botenregister, met een aangepaste versie van de position paper.

#### 2021
Ook bij de kabinetsformatie pleitte directeur Geert Dijks van de Hiswa-Recron, de ondernemersorganisatie voor watersport en recreatie, weer voor invoering van een centraal meldpunt voor booteigenaren, een databank met gegevens als merk, type, bouwjaar en kentekennummer, zoals ook bestaat voor auto’s.

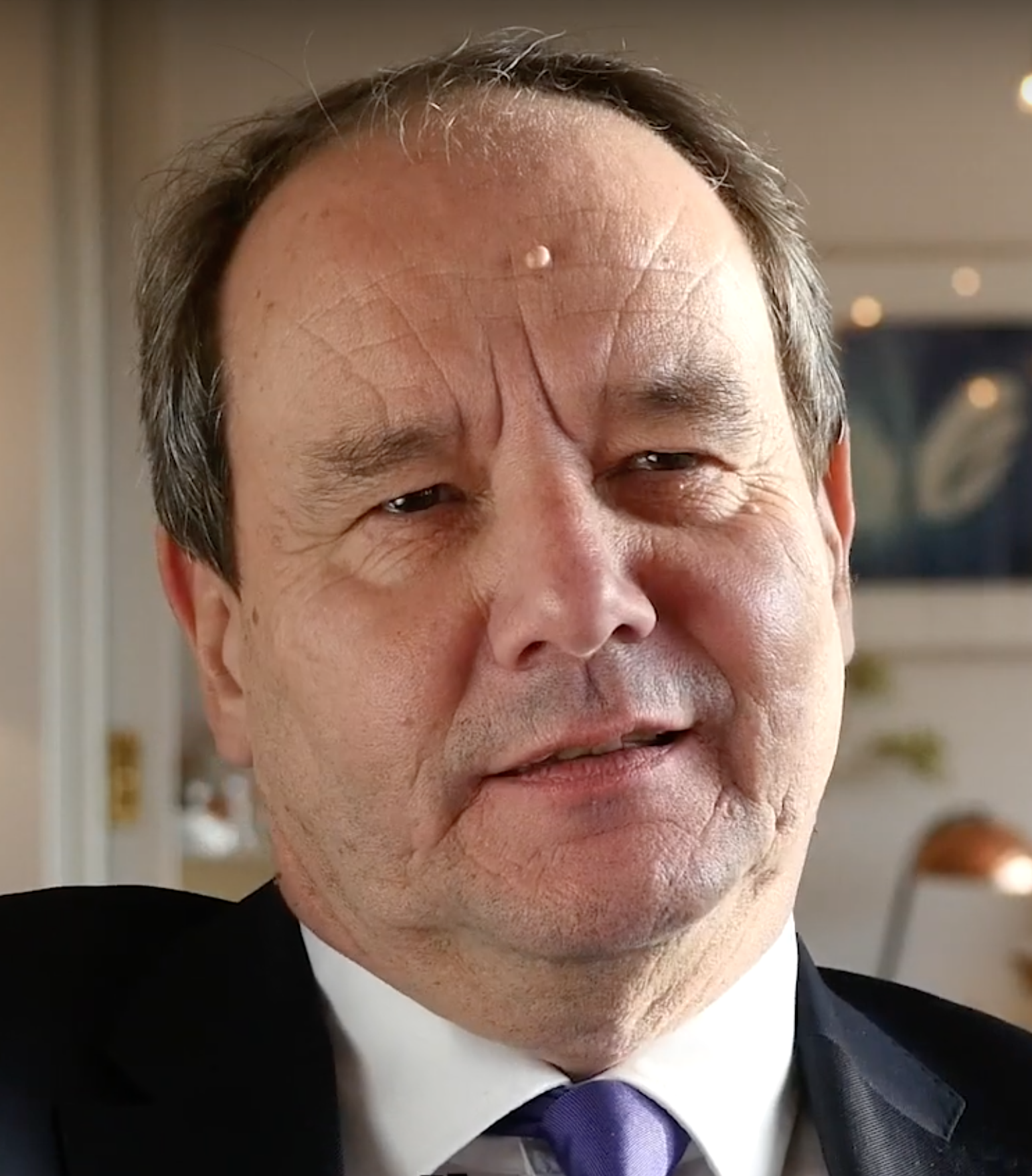
Hans Vijlbrief

#### 2024
Bij de zoektocht naar dekking voor het niet verhogen van de omzetbelasting voor hotels, sport, cultuur en media per 2026 verzamelde staatssecretaris Hans Vijlbrief als een van de mogelijkheden ook het belasten van jachten langer dan 20 meter. Dat werd in principe mogelijk doordat per 30 december 2018 een certificaatplicht voor deze schepen was ingevoerd. De zoektocht van de staatssecretaris mislukte.